# Nawis naciekowy

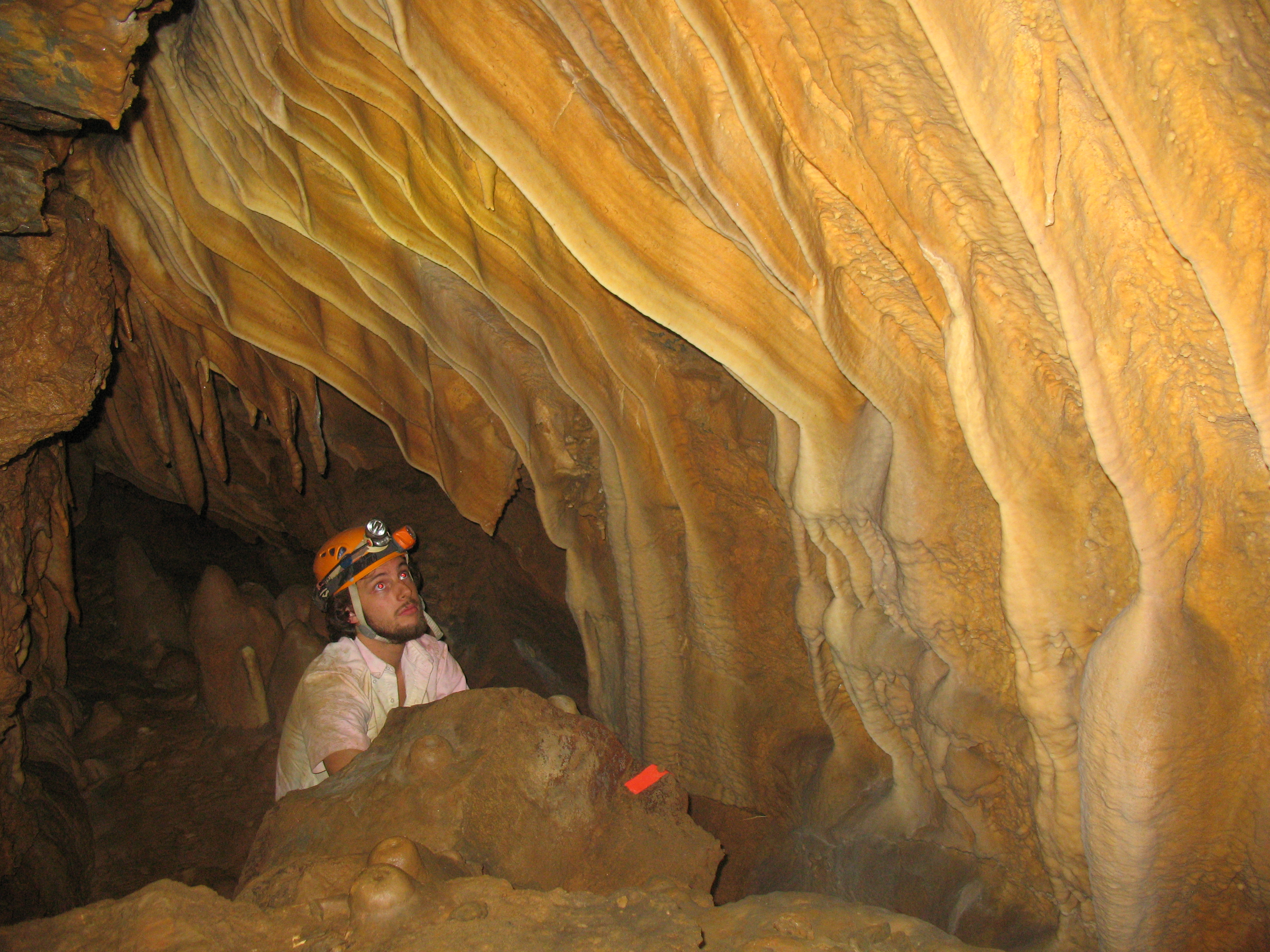
Nawisy i żebra naciekowe

Nawis naciekowy – rodzaj nacieku jaskiniowego zaliczany do grupy nacieków miękkich. Powstaje z mleka wapiennego na górnej krawędzi przewieszki – miejsca, w którym stroma ściana przechodzi w ścianę przewieszoną. Na stromej ścianie występuje naciek wełnisty, w miejscu, w którym przechodzi ona w przewieszoną tworzy się nawis. Ma postać deski, do podłoża przymocowanej tylko jednym bokiem. Przeciwległa ściana odchylona jest od pionu o 10–15°.
W Polsce skupisko nawisów występuje np. w Skośnej Komorze w pobliżu otworu jaskini Szczelina Chochołowska. Nawisy mają tu szerokość do 1,5 m, długość do 40 cm, a ich grubość wynosi 1–2 cm. Czasami zdarza się, że nawisy podzielone są w dolnej części wrębami na węższe nawisy, mogą też być na wewnętrznej stronie podparte żebrami naciekowymi. Wewnętrzna powierzchnia nawisów zwykle jest biała i gładka, zewnętrzna natomiast pokryta jest drobnym naciekiem wełnistym i zwykle jest brunatna.
Typowe nawisy powstają tylko na równej krawędzi przewieszki. Gdy krawędź jest nieregularna, również nawisy są nieregularne. Ich krawędź dolna jest postrzępiona, są krótkie i grube. Często łączą się z sobą, a czasami przechodzą w pionowe żebra naciekowe.